# Ingo Vogel (Autor)
Ingo Vogel (* 1963 in Düsseldorf) ist ein deutscher Sachbuchautor sowie Rhetorik- und Verkaufstrainer.
Vogel ist diplomierter Ingenieur und Inhaber des Unternehmens Ingo Vogel Seminare und gründete außerdem 1996 das Unternehmen Ellwanger & Vogel Unternehmensentwicklung und Training. Seit 1997 ist er als selbständiger Rhetorik- und Verkaufstrainer in Stuttgart tätig.

## Veröffentlichungen
- Personal Way – Der persönliche Weg zum Lebenserfolg. Econ, München 1999, ISBN 3-430-19379-6.
- So reden Sie sich an die Spitze – Sprache als Erfolgsinstrument. Econ, München 2000, ISBN 3-430-19381-8.
- So verkaufen Sie sich richtig gut – Erfolgreich durch Selbst-PR. Econ, München 2003, ISBN 3-430-19376-1.
- Das Lust-Prinzip – Emotionen als Karrierefaktor. GABAL, Offenbach 2008, ISBN 978-3-89749-790-0.
- Top Emotional Selling: Die 7 Geheimnisse der Spitzenverkäufer. GABAL, Offenbach 2009, ISBN 978-3-86936-003-4.
- Verkaufs einfach emotional: So begeistern Sie Ihre Kunden. GABAL, Offenbach 2015, ISBN 978-3-86936-667-8.
- Sag es einfach emotional: Gefühl schlägt Verstand. In jeder Kommunikation. Econ, Berlin 2017, ISBN 978-3430202305